# Pyro Mobile
Pyro Mobile ist ein Spieleentwickler mit Sitz in Madrid, Spanien, gegründet im Jahr 2012 als Zusammenschluss zwischen Play Wireless und den Pyro Studios, welche vor allem bekannt für die Commandos-Spielreihe sind.

## Pyro Studios
Die Pyro Studios wurden 1996 gegründet. Ihr erstes Spiel war das 1998 erschienene Commandos: Hinter feindlichen Linien. Der Erfolg dieses Titels führte zu der Veröffentlichung des Add-ons Commandos: Im Auftrag der Ehre.
Im Oktober 2001 erschien die Microsoft-Windows-Version von Commandos 2: Men of Courage, gefolgt von seiner Veröffentlichung auf Microsoft Xbox und Sony PlayStation 2 im September 2002. Commandos 3: Destination Berlin wurde im Oktober 2003 veröffentlicht. Insgesamt wurden von der Commandos-Serie mehr als 8 Millionen Exemplare weltweit verkauft.
Praetorians, ein 3D-Strategiespiel für Microsoft Windows basierend auf der kriegerischen Auseinandersetzungen des römischen Feldherren und Kaisers Julius Caesar, wurde im Februar 2003 veröffentlicht.
Imperial Glory wurde 2005 veröffentlicht. Das 2006 veröffentlichte Commandos: Strike Force brach mit dem bisherigen Spielprinzip der Commandos-Reihe. Aufgrund des eher mäßigen Erfolg des Spiels führte dies zum Bruch mit dem Spielepublisher Eidos.
Ende 2008 brach das Studio die Entwicklung zum geplanten Xbox-360- und PS3-Spiel Cops ab; 30 an der Entwicklung beteiligte Angestellte wurden entlassen.

## Pyro Mobile
Im Jahr 2012 fusionierte Pyro Studios mit Play Wireless zu Pyro Mobile, einem Unternehmen, welches nun Anwendungen für Smartphones, Tablets und Social Media entwickelt. Das erste Handyspiel The Moleys wurde im Dezember 2012 veröffentlicht.